# Ósemkowy system liczbowy
Ósemkowy system liczbowy – pozycyjny system liczbowy o podstawie 8. System ósemkowy jest czasem nazywany oktalnym od łacińskiego słowa octale. Do zapisu liczb używa się w nim ośmiu cyfr, od 0 do 7.
Jak w każdym pozycyjnym systemie liczbowym, liczby zapisuje się tu jako ciągi cyfr, z których każda jest mnożnikiem kolejnej potęgi liczby będącej podstawą systemu, np. liczba zapisana w dziesiętnym systemie liczbowym jako 100, w ósemkowym przybiera postać 144, gdyż:
1⋅82 + 4⋅81 + 4⋅80 = 64 + 32 + 4 = 100.
W matematyce liczby w systemach niedziesiętnych oznacza się czasami indeksem dolnym zapisanym w systemie dziesiętnym, a oznaczającym podstawę systemu, np. 1448 = 10010.
Przykład zamiany liczby z systemu dziesiętnego na system ósemkowy:
- 100/8 = 12 i 4 reszty = 4
- 12/8 = 1 i 4 reszty = 4
- 1/8 = 0 i 1 reszty = 1

Teraz czytamy od dołu: 144 w systemie oktalnym to 100 w systemie dziesiętnym.

## Zastosowanie w informatyce
System ósemkowy jest w niektórych przypadkach stosowany w informatyce, przykładowo w systemie Linux polecenie chmod ustawiające prawa dostępu do pliku może przyjąć jako argument oktalną reprezentację żądanych praw dostępu (np: chmod u=rwx g=rx o=r plik odpowiada zapisowi chmod 754 plik).
W językach programowania C/C++/Java/Perl/PHP liczby oktalne poprzedza się pojedynczym zerem (np. 0212).

## System ósemkowy a dwójkowy
| system ósemkowy | system dwójkowy |
| --------------- | --------------- |
| 0               | 000             |
| 1               | 001             |
| 2               | 010             |
| 3               | 011             |
| 4               | 100             |
| 5               | 101             |
| 6               | 110             |
| 7               | 111             |